# اليزابيث رودريجيز
اليزابيث رودريجيز (بالإنجليزية: Elizabeth Rodriguez)‏ مواليد 27 ديسمبر 1980 في نيويورك، نيويورك، الولايات المتحدة، هي ممثلة أمريكية بدأت مسيرتها الفنية عام 1994.

## الأعمال
- رذيلة ميامي
- آثار جانبية
- التسليم
- إي آر
- أطلق الرصاص علي!
- ستة أقدام تحت الأرض
- فلاش فورورد
- القانون والنظام: الوحدة الخاصة للضحايا
- البرتقالي هو الأسود الجديد

## وصلات خارجية
- اليزابيث رودريجيز على موقع IMDb (الإنجليزية)
- اليزابيث رودريجيز على موقع روتن توميتوز (الإنجليزية)
- اليزابيث رودريجيز على موقع أول موفي (الإنجليزية)
- اليزابيث رودريجيز على موقع قاعدة بيانات برودواي على الإنترنت (الإنجليزية)
- اليزابيث رودريجيز على موقع قاعدة بيانات الفيلم (الإنجليزية)